# Орехова Потоњ
Орехова Потоњ (слч. Orechová Potôň, мађ. Diósförgepatony) насељено је мјесто са административним статусом сеоске општине (слч. obec) у округу Дунајска Стреда, у Трнавском крају, Словачка Република.

## Становништво
| Година:    | 1994. | 2004.   | 2014.   | 2024.   |
| ---------- | ----- | ------- | ------- | ------- |
| Број људи: | 1623  | 1688    | 1687    | 1676    |
| Разлика:   |       | +4,00 % | -0,05 % | -0,65 % |

| Година:    | 2023. | 2024.   |
| ---------- | ----- | ------- |
| Број људи: | 1664  | 1676    |
| Разлика:   |       | +0,72 % |

Према подацима о броју становника из 2011. године насеље је имало 1.670 становника.